# Moçambique nos Jogos Olímpicos de Verão de 2012
Moçambique participou dos Jogos Olímpicos de Verão de 2012, em Londres, no Reino Unido. O país estreou nos Jogos em 1980 e esta foi sua nona participação.

## Natação
| Atleta         | Prova                | Elim. | Elim. | Semifinal   | Semifinal   | Final       | Final       |
| Atleta         | Prova                | Tempo | Pos.  | Tempo       | Pos.        | Tempo       | Pos.        |
| -------------- | -------------------- | ----- | ----- | ----------- | ----------- | ----------- | ----------- |
| Chakyl Camal   | 50 m livre masculino | 24s43 | 38º   | Não avançou | Não avançou | Não avançou | Não avançou |
| Jessica Vieira | 50 m livre feminino  |       |       |             |             |             |             |